# Sasamón
Sasamón ist ein nordspanischer Ort und eine Gemeinde (municipio) mit 912 Einwohnern (Stand: 2024) im Westen der Provinz Burgos in der Autonomen Gemeinschaft Kastilien und León. Der Ort wurde als Nationales Kulturgut (Bien de Interés Cultural) in der Kategorie Conjunto histórico-artístico anerkannt.

## Lage und Klima
Der Ort Sasamón liegt in der Kastlilischen Hochebene (meseta) ca. 1 km vom Ostufer des Río Brullés entfernt und ca. 12 km (Fahrtstrecke) nördlich der Hauptstrecke des Jakobswegs in einer Höhe von ca. 825 m; die Stadt Burgos befindet sich ca. 31 km westlich. Die Temperaturen sind im Winterhalbjahr durchaus kalt, im Sommer dagegen warm bis heiß; Regen (ca. 580 mm/Jahr) fällt übers Jahr verteilt.

## Bevölkerungsentwicklung
| Jahr      | 1857  | 1900  | 1950  | 2000  | 2018 |
| Einwohner | 1.080 | 1.190 | 1.047 | 1.511 | 995  |

Trotz der Reblauskrise im Weinbau und der zunehmenden Mechanisierung der Landwirtschaft ist die Bevölkerungszahl der Gemeinde annähernd stabil geblieben.  Zur Gemeinde gehören auch die bis in die 1970er Jahre eigenständigen Dörfer Castrillo, Citores, Olmillos, Villandiego, Villasidro und Yudego – allesamt mit etwa 30 bis maximal 200 Einwohnern.

## Wirtschaft
Sasamón war jahrhundertelang das handwerkliche und merkantile Zentrum einer Vielzahl von Einzelgehöften (fincas), Weilern (pedanías) und kleinen Dörfern im landwirtschaftlich geprägten Umland. Der Tourismus spielt kaum eine Rolle, wenngleich Sasamón durch seine Agrarprodukte (v. a. Käse- und Fleischspezialitäten) in den letzten Jahren einige Besucher hinzugewonnen hat.

## Geschichte
Die Geschichte von Sasamón und seines Umlandes lässt sich wahrscheinlich auf keltische oder keltiberische Ursprünge zurückführen; die Gegend gehörte zum Siedlungsgebiet der Vaccäer. Aus römischer Zeit sind Ortsnamen wie Segisamone oder Segisama überliefert, in denen unter Kaiser Augustus eine Legion stationiert war, welche die bislang nicht eroberten Gebiete im Norden der Iberischen Halbinsel befrieden und romanisieren sollte. Nur wenig außerhalb des Ortes ließen sich noch Reste der Römerstraße von Saragossa (Caesaraugusta) nach Astorga (Asturica Augusta) identifizieren. Von den Westgoten und Mauren haben sich hingegen keine Spuren erhalten. Letztere wurden im ausgehenden 9. Jahrhundert bis zum Fluss Duero zurückgedrängt. 
Im 11. Jahrhundert machte Sancho II. (reg. 1065–1072) die Stadt zu einem Bischofssitz, der jedoch nicht lange Bestand hatte und nach Burgos verlegt wurde, dessen Bischof jedoch noch lange Zeit den Titel „Bischof von Burgos und Sasamón“ führte. Im 15. Jahrhundert erhielt die Stadt eine Wehrmauer. Während der Napoleonischen Kriege wurden im Jahr 1812 Pfarrkirche und Rathaus des Ortes in Brand gesetzt und völlig zerstört.

## Sehenswürdigkeiten
Sasamón
Im Kernbereich von Sasamón sind kaum Sehenswürdigkeiten von historischer Bedeutung erhalten geblieben – nur ein Rest der Stadtmauer und mehrere Steinhäuser mit Wappenschilden zeugen von der mittelalterlichen Bedeutung der Stadt.

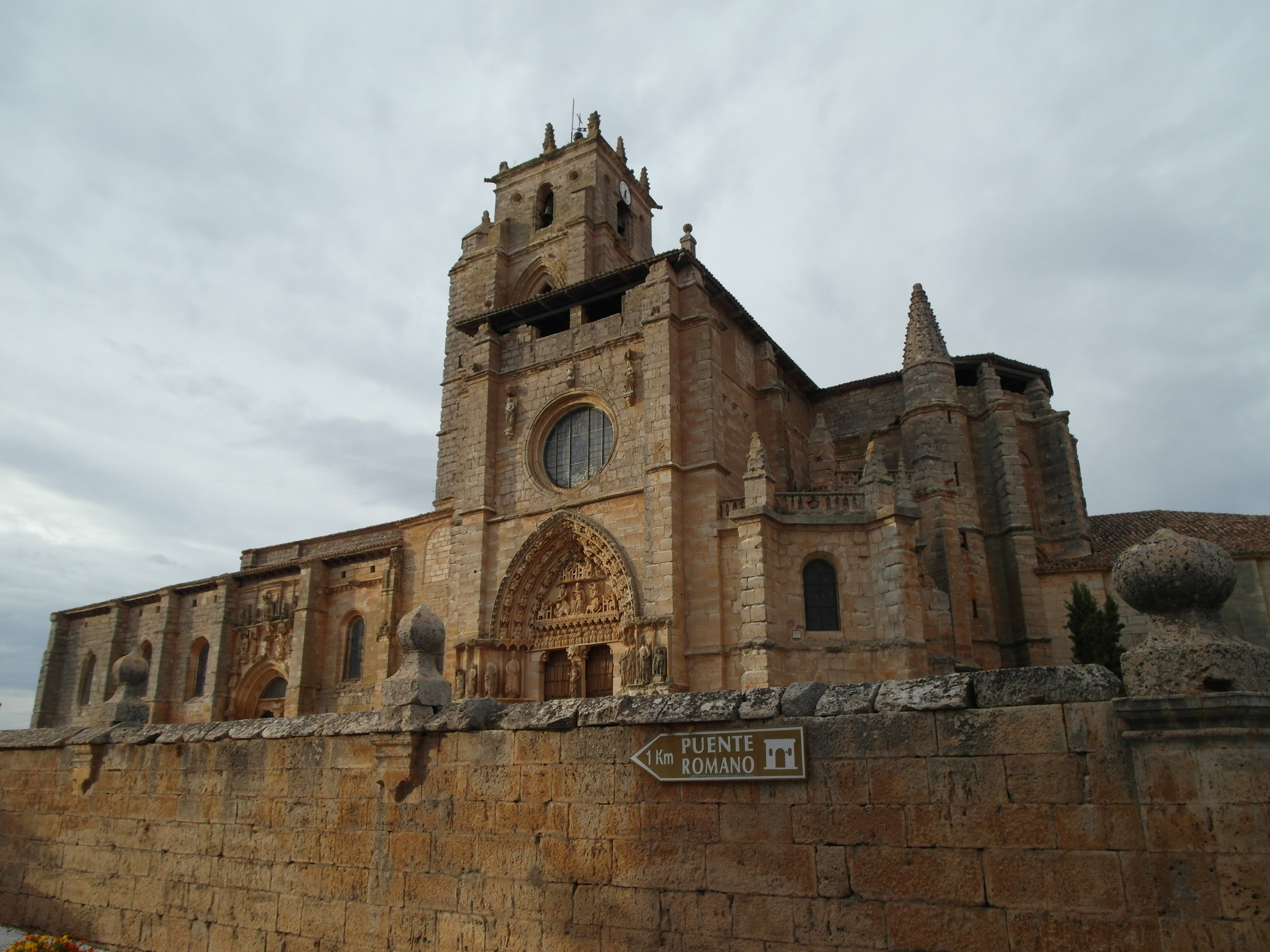
Kollegiatkirche Santa María la Real

- Die ehemalige Kollegiatkirche (colegiata) Santa María la Real steht an einem länglichen Platz in der Ortsmitte. Es ist ein Bau im gotischen Stil mit einem imposanten Südquerhausportal mit einem reichgegliederten Gewände mit Archivolten und einem hervorragend erhaltenen Tympanon mit einem ungewöhnlichen Bildprogramm: Dieses zeigt – neben dem thronenden Christus und dem Tetramorph (Evangelistensymbole) – vier Personen an Schreib- oder Lesepulten, die von Engeln umgeben sind. In den Archivolten finden sich Engel mit Kerzenleuchtern und Weihrauchfässern und die Ältesten der Apokalypse; im steinernen Sturzbalken sitzen die jeweils paarweise angeordneten zwölf Apostel – der vierte von rechts ist der bartlose Johannes. Der Kreuzgang (claustro) stammt aus der Mitte des 15. Jahrhunderts; während seine Maßwerkarkaden einen eher retardierenden Charakter haben, ist sein figürlicher Schmuck (Konsolfiguren) vollkommen auf der Höhe der Zeit. Ebenfalls beachtenswert ist ein weiteres Portal auf der Südseite der Kirche im Isabellinischen Stil des beginnenden 16. Jahrhunderts; es wird dem Meister Simon von Köln zugeschrieben, der – als Nachfolger seines Vaters Johannes von Köln – hauptsächlich an der Kathedrale von Burgos tätig war. Das Innere der Kirche ist zu einem Museum umgestaltet worden, in welchem römische und mittelalterliche Objekte gezeigt werden.[6]

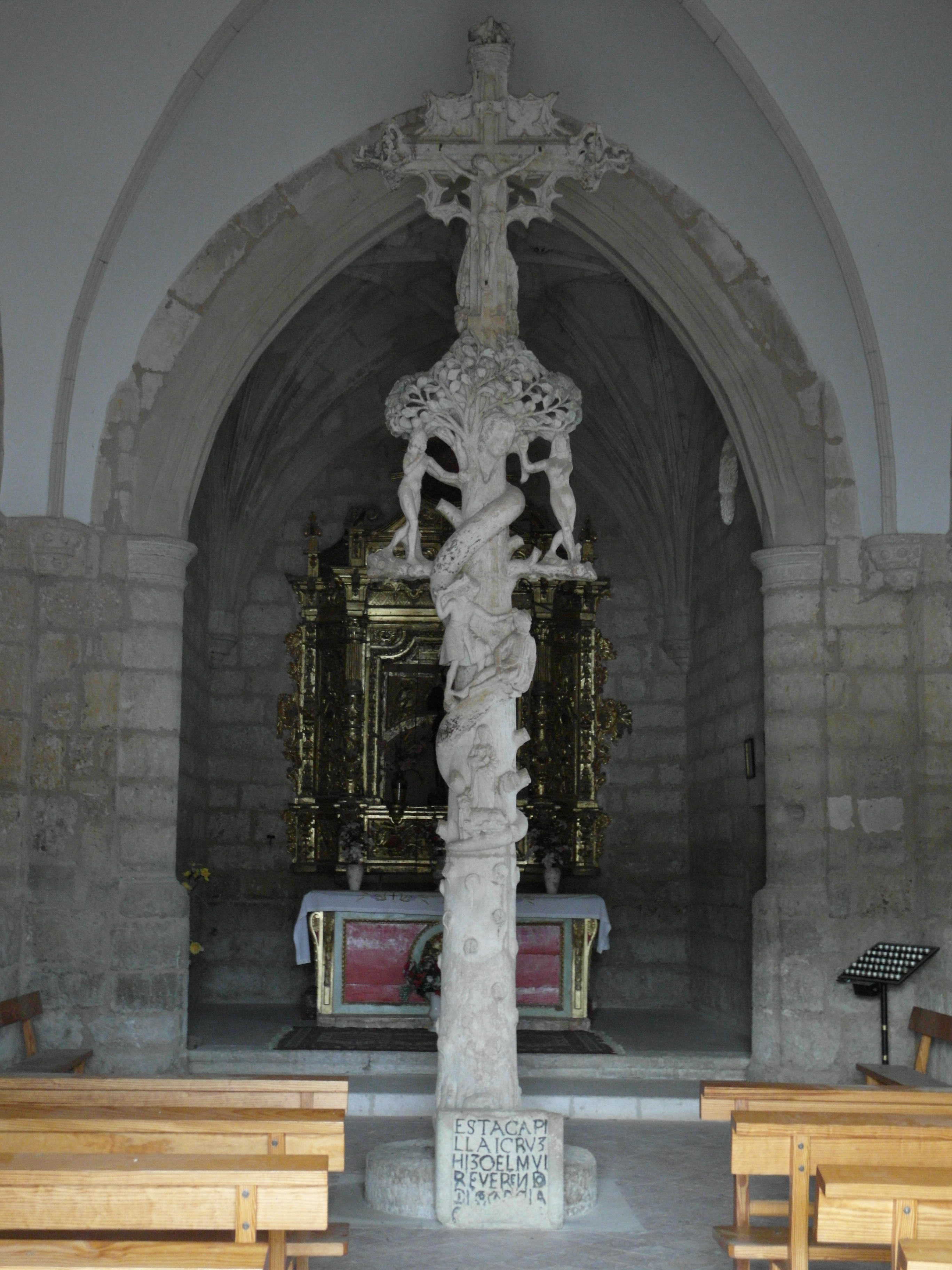
Triumphkreuz in der Ermita

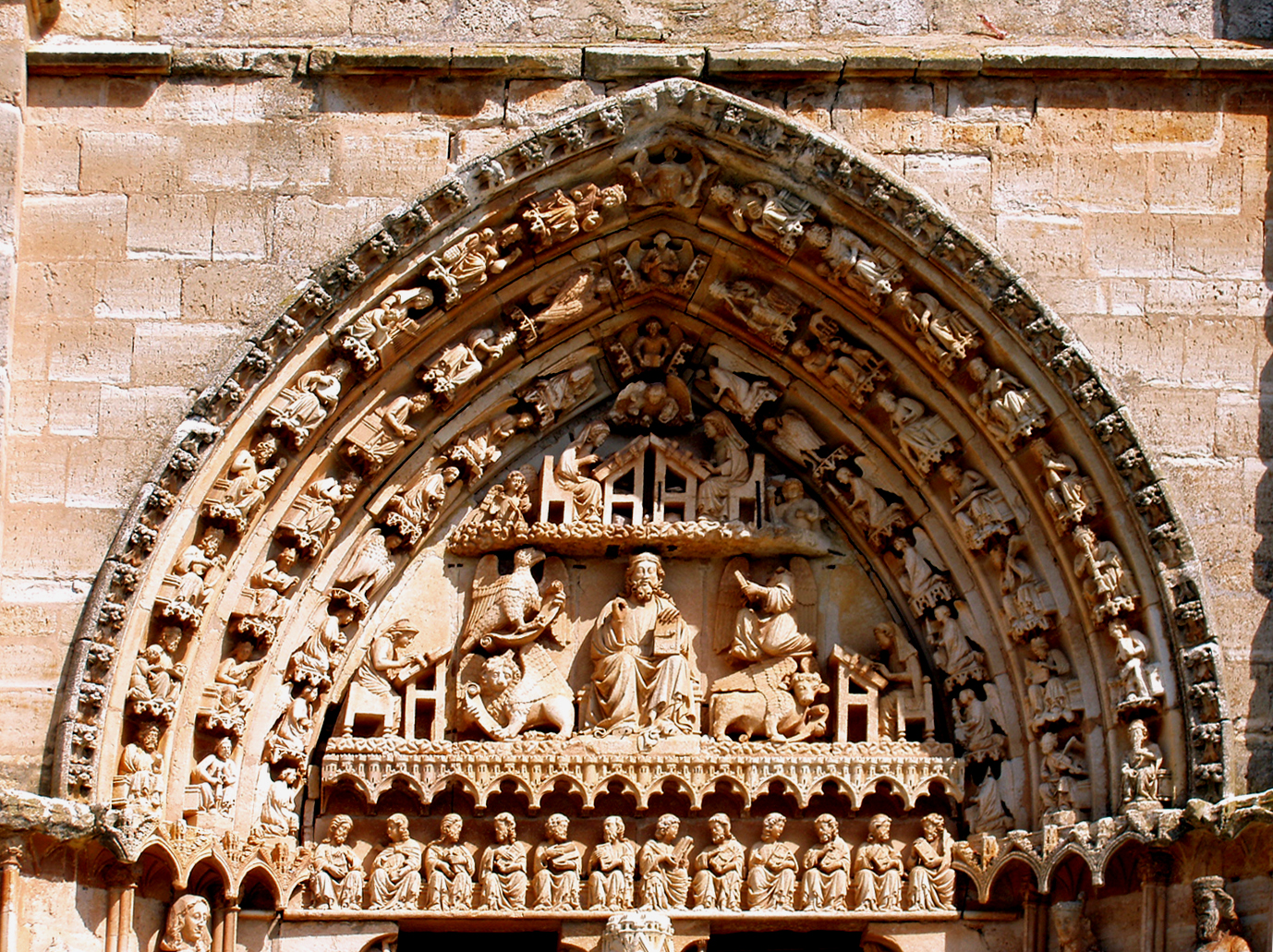
Gotisches Tympanon
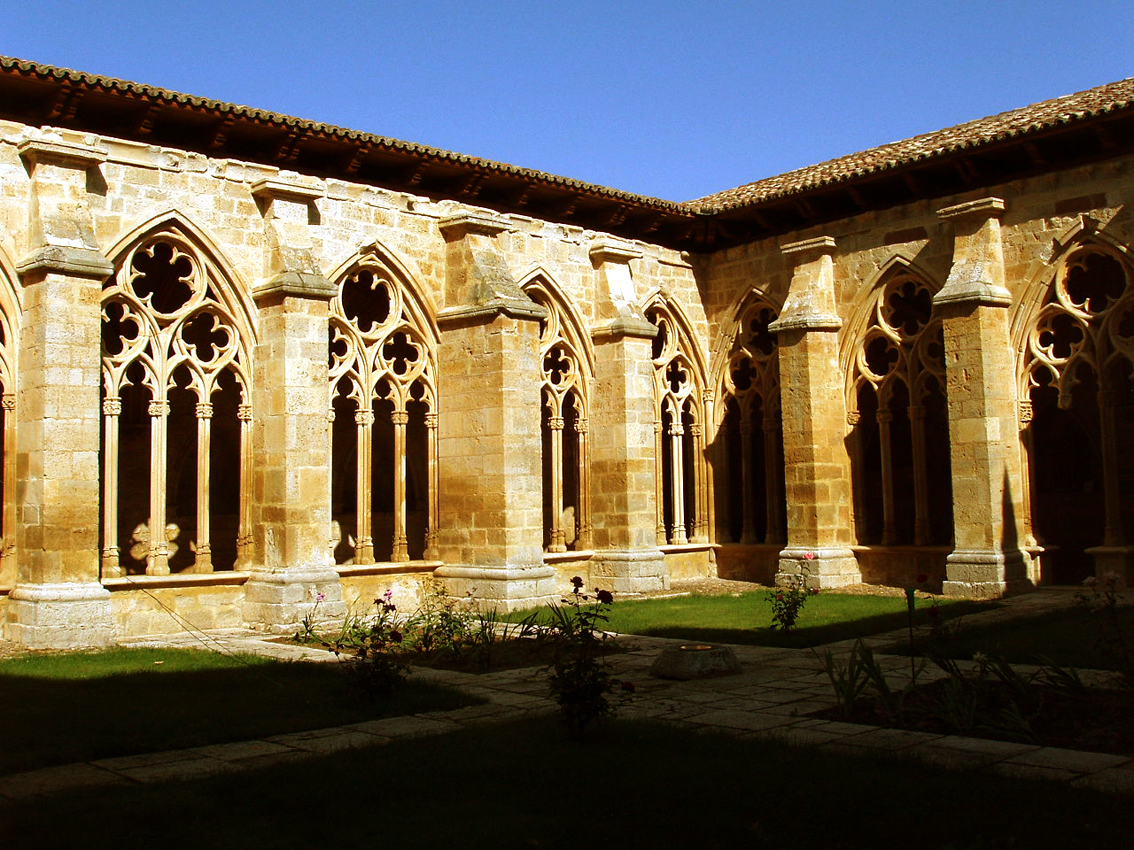
Kreuzgang (claustro)
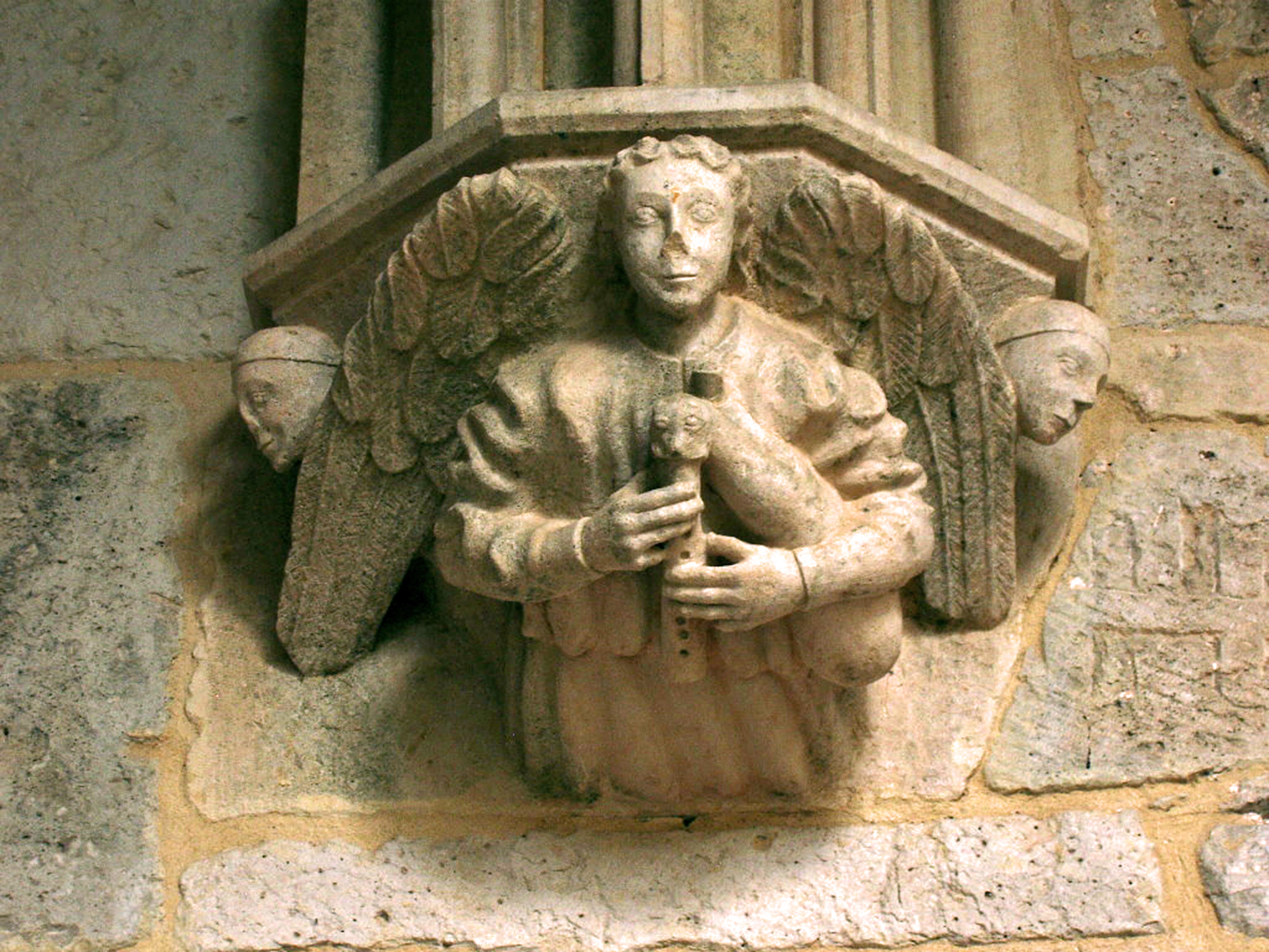
Engel mit Sackpfeife
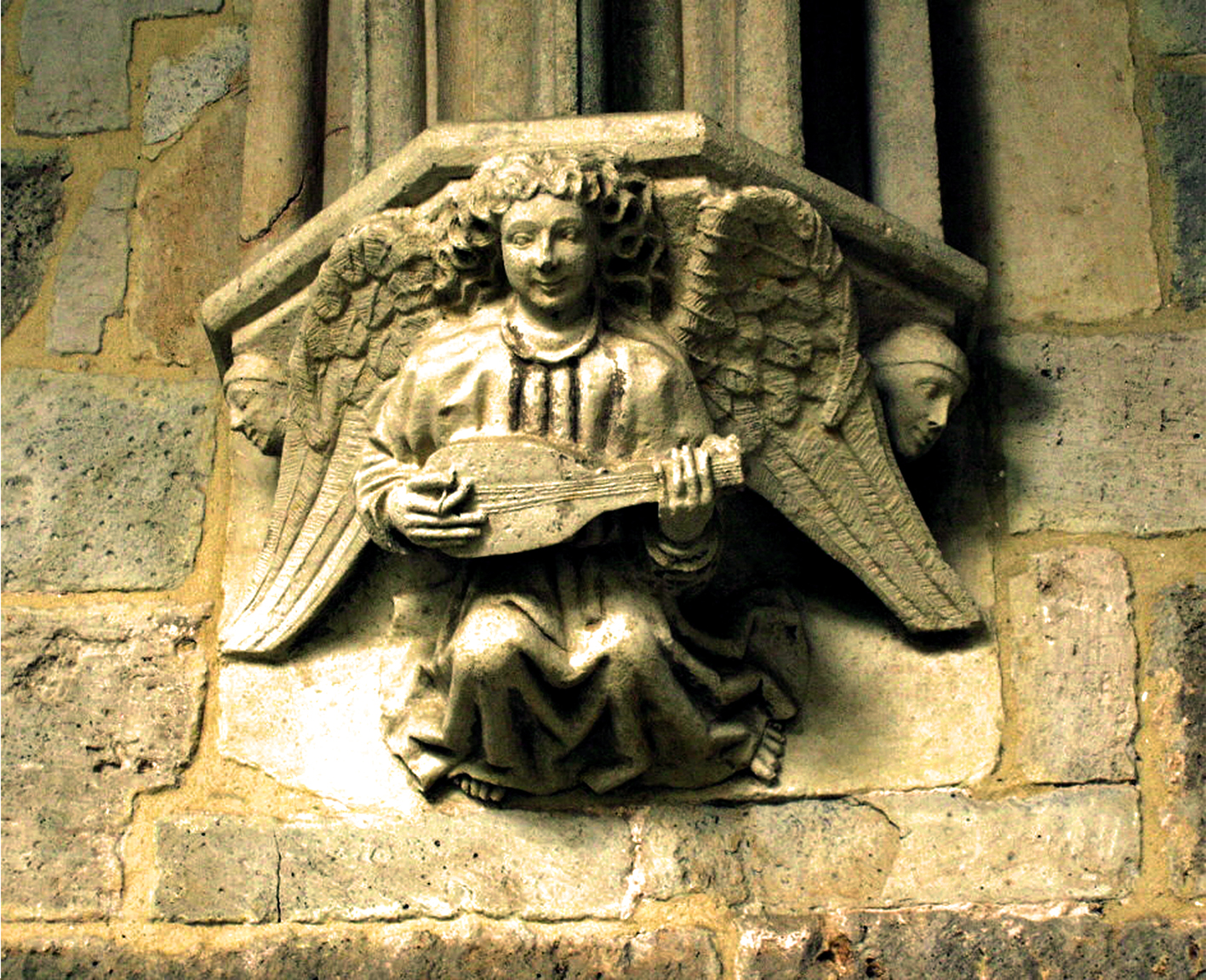
Engel mit Laute

- Die einschiffige Einsiedlerkirche (Ermita del Humilladero oder San Isidro) aus dem 16. und 18. Jahrhundert steht beim östlichen Ortsausgang und bewahrt ein außergewöhnliches ca. 6,15 m hohes steinernes Triumphkreuz aus dem Jahr 1521. Es zeigt einen (Lebens-)Baum mit abgeschlagenen Ästen, dessen Stamm von einer Schlange mit menschlichem Kopf umschlungen wird. Auf der Vorderseite sind zwei alttestamentliche Szenen zu sehen: der Sündenfall von Adam und Eva und der Brudermord Kains an Abel. Ganz unten ist die hl. Margareta von Antiochia mit dem ihr ikonographisch zugeordneten Drachen zu ihren Füßen dargestellt – wahrscheinlich die Schutzheilige des unbekannten Stifters. Oberhalb der Blätterkrone erhebt sich ein Kruzifixus, welcher den Sieg des Christentums über die Sünden des Alten Bundes symbolisiert. Auf der Rückseite des Kreuzes befinden sich eine Mariendarstellung mit den beiden – hier zusammengefassten – Themen der Himmelfahrt und der Krönung sowie eine Figur der hl. Katharina von Alexandrien mit dem Rad. Die rippengewölbte Apsis hinter dem Kreuz birgt den Altar mit einem barocken Retabel. Eine Schnitzfigur des hl. Isidro wurde in den 1990er Jahren gestohlen und durch eine andere ersetzt.[7]

Olmillos de Sasamón
- Im etwa 1,5 km südlich gelegenen Vorort Olmillos de Sasamón erhebt sich eine spätmittelalterliche Burg (Castillo de los Cartagena) aus dem 15. Jahrhundert in einem sehr guten Erhaltungszustand. Sie wurde zu einem Hotel mit angeschlossenem Restaurant umfunktioniert.
- Ebenfalls sehenswert ist die dreischiffige spätgotische Hallenkirche der Nuestra Señora de la Asunción mit einem außergewöhnlich reich gestalteten Stern- bzw. Netzgewölbe, einem barocken Schnitzaltar mit beinahe ‚naivem‘ Figurenschmuck sowie weiteren Altären, Figuren, Bildern etc.

San Miguel de Mazarreros
- Der leicht angespitzte und mehrfach zurückgestufte Portalbogen (Arco de Mazarreros) ist das letzte Überbleibsel der Kirche des im 19. Jahrhundert aufgegebenen und völlig untergegangenen Dorfes San Miguel de Mazarreros. Die eingestellten Säulen des Portalgewändes sind verschwunden; einige Kapitelle in schlechtem Erhaltungszustand sind noch vorhanden.

Umgebung
- Zwei Steinbrücken aus römischer oder mittelalterlicher Zeit führen über den – die meiste Zeit des Jahres ausgetrockneten und schilfbestandenen – Río Brullés.

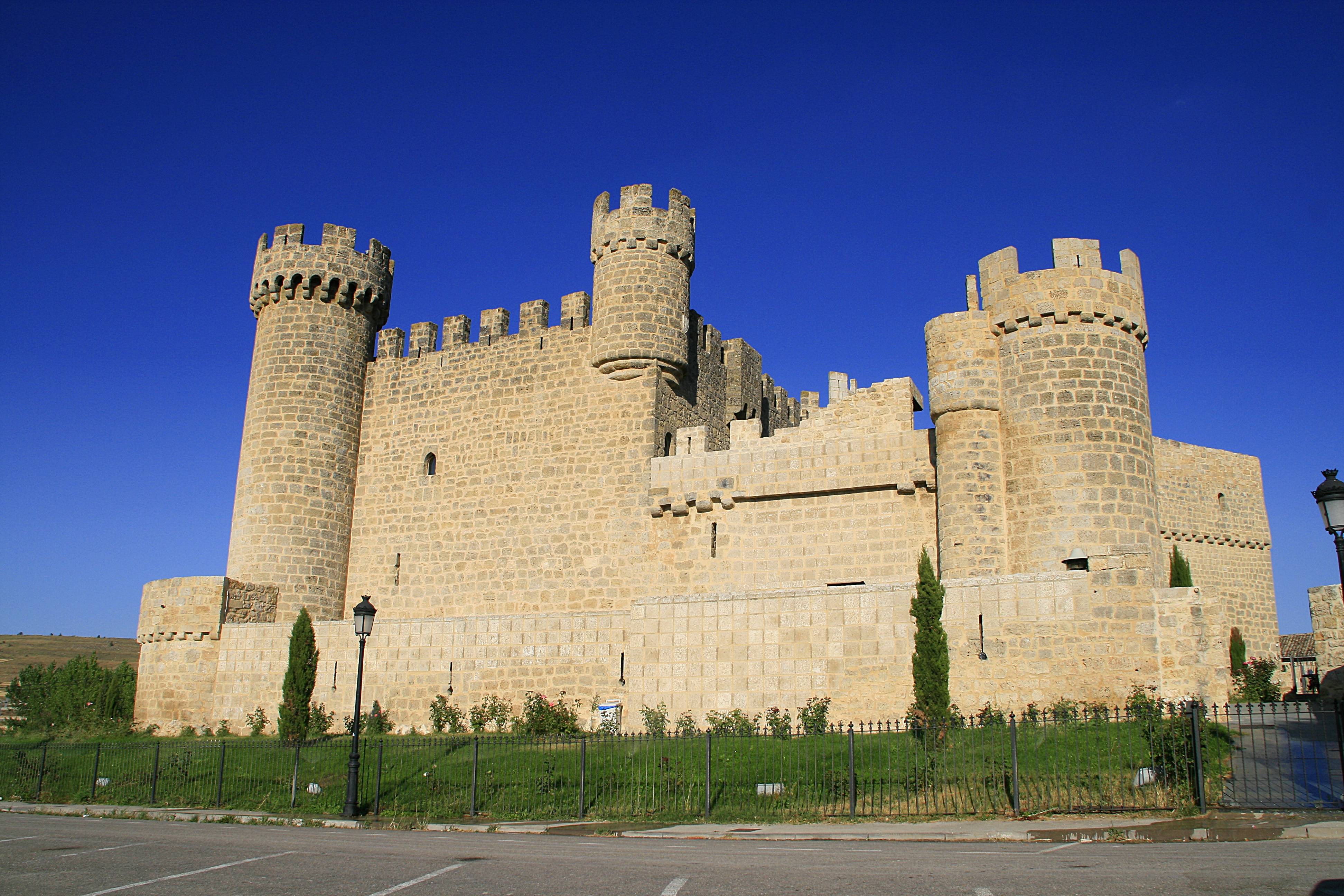
Castillo de Olmillos de Sasamón
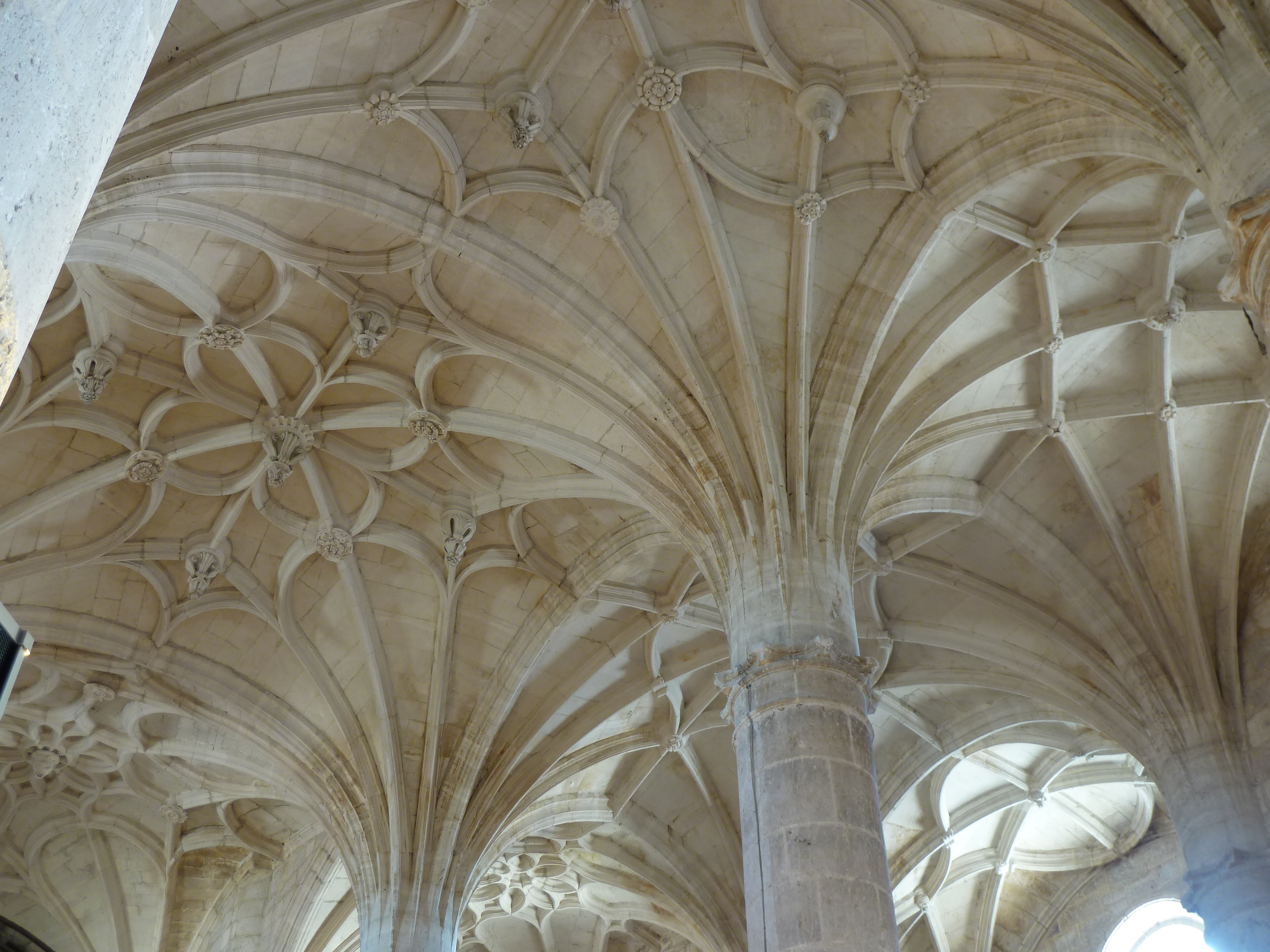
Netzgewölbe in der Kirche Nuestra Señora de la Asunción
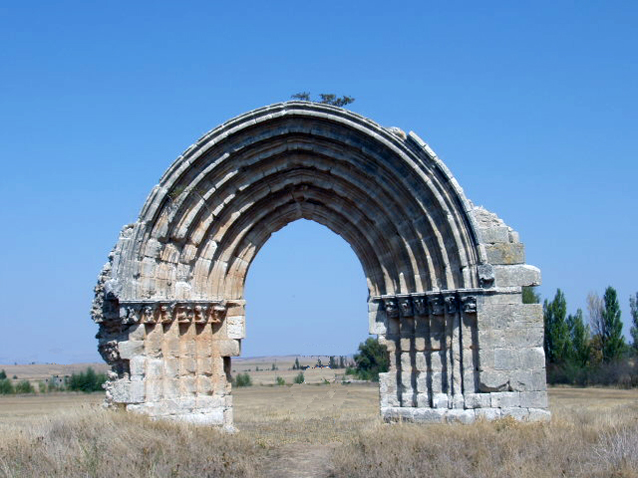
Arco de Mazarreros
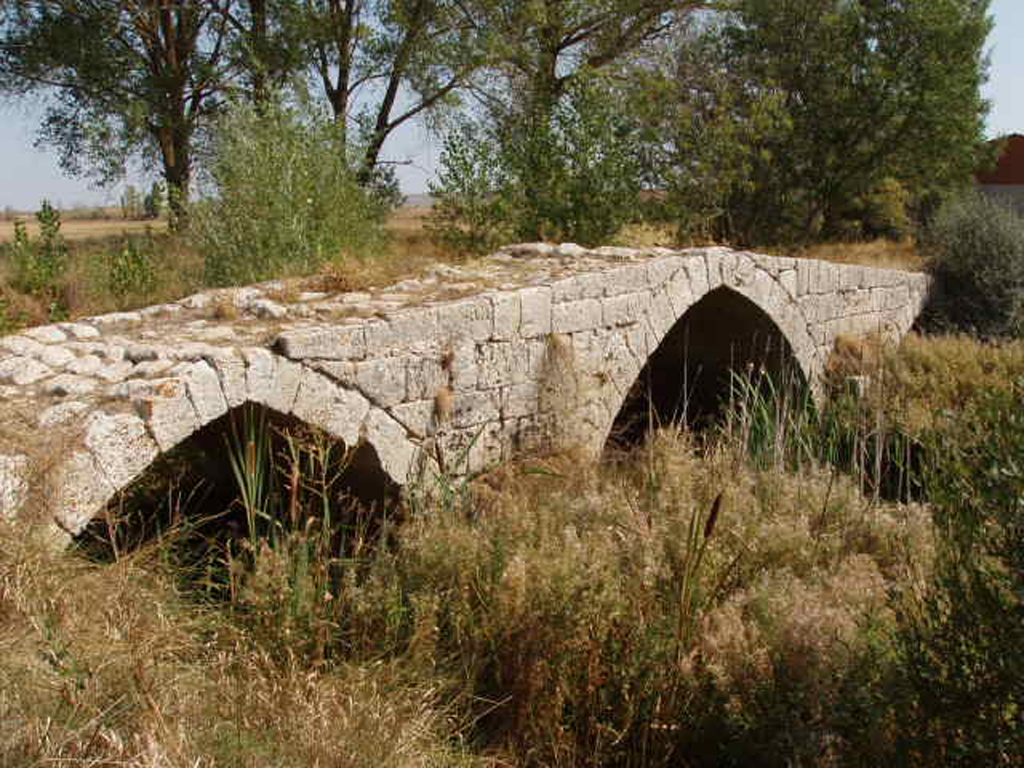
Römerbrücke(?)